# 光路郎
『光路郎』（こうじろう）は、村枝賢一による日本の漫画。『週刊少年サンデー増刊号』（小学館）において、1989年11月号から1993年2月号にかけて連載された。全40話。単行本は全7巻が小学館から刊行された。
『ゲッサン』（同）にて2010年5月号より2014年5月号にかけて、続編『妹先生 渚』が連載された。
戦後の状況を背景にしたアメリカと日本の関係、そこから導かれる家族愛を主要なテーマに据えつつ、高校生や思春期の子供の心身の成長と、教師や大人それぞれの立場での葛藤を、等身大で描いている。

## ストーリー
アメリカからやって来た金髪の日米ハーフの光路郎が、妹の渚が通う高校に英語教諭として赴任する。光路郎と渚の父親は、渚が生まれる前にアメリカに渡っており、アメリカに渡った直後に渚の母親は亡くなっていた。このことから、渚は英語・金髪に強いコンプレックスを持っており、光路郎を「お兄ちゃん」と呼ぶことに抵抗を感じていた。しかし、光路郎やクラスメートとの交流を通じて、コンプレックスを少しずつ克服していく。そして、父親が渚の母親と別れ、光路郎を連れてアメリカに渡った理由を確かめるため、父親に会いに光路郎と共にアメリカへ旅立つ。

### 作品の特徴
- 大きなストーリーの流れはあるものの、基本的に1話完結型である。
- 主人公は固定だが、主人公を含む学校の教師・生徒などが入れ替わりで毎回の話の中心となる。
- 基本的には実生活に即しており、荒唐無稽な描写はほとんどない。ただし、昆虫や無生物を擬人化した、ファンタジーの要素を含む話が数話ある。
- 光路郎が教諭を務める坂上町高校での出来事を中心とした第1部と、光路郎と渚がアメリカに渡ってからの出来事を中心とした第2部に分かれる（第6巻巻末の作者談による）。
- 最終話を除き、時間経過は1年以内である（学年やクラスの移動は描写されていない）。また、時間の経過も必ずしも時系列的とは限らず、掲載時点の季節感を反映している。

## 第1部の登場人物

### 光福寺（川越家）
光路郎・オハラ（こうじろう・オハラ）
主人公。アメリカ人の父と日本人の母の間に生まれたハーフで金髪に野球帽がトレードマーク。坂上町高校の2-E担任教諭で担当科目は2年の英語。自分については「先生と呼ぶな、光路郎と呼べ」が口癖。漢字の読み書きが苦手で町中の人々から放課後に漢字を教わる。アメリカナイズされたフランクな性格で喧嘩は強いが情に厚く涙もろい。あることをきっかけに吉永を女性として意識するようになる。特技はサーフィンで、片時もサーフボードを離さない。第1部の最後で吉永に告白、本編第2部から数年後の最終エピソードでは吉永と結婚している。続編「妹先生 渚」では自分と吉永の間に生まれた子供2人と一緒にアメリカで過ごし、その後日本へ帰国。坂上町高校に4年ぶりに教員として復帰。成人している主人公ということか作中では飲酒、喫煙するシーンも何度か描かれている。
川越渚（かわごえ なぎさ）
坂上町高校2-A生徒。光路郎の妹。黒髪ストレートの長髪を、リボンでポニーテールにしている。角度により碧眼に見えるが、本人はそのことをコンプレックスにしている。得意科目は国語で、苦手科目は英語。英語の会話を見聞きしたり、金髪を見るとジンマシンが出る。最初、光路郎を「お兄ちゃん」と呼ぼうとした際もジンマシンが出た。剣道部に所属しており、二段の腕前。「光路郎」の最終エピソードでは坂上町高校の新任教諭に。続編「妹先生 渚」の主人公であり、考え込む時に海に入って浮かぶクセがついた。剣道は四段の腕前に昇段した模様。顧問を務める剣道部には最初は部員こそいなかったが、今は新入生も含めて数人が入部している。なお、作者の設定ミスで担当科目が英語から国語に変更されている。英語には堪能な設定である（が、若干、蕁麻疹が出るのは変わらない）。原とは正式に交際を始め、終盤のエピソードでプロポーズを受け最終話で結婚。さらに6年後にはカリフォルニアでミカン農園を経営したいという夫と共にアメリカに移住、現地の日本語教師となっている。最終的に剣道は六段に昇段している。
ウメ
渚の祖母。渚を日本に残してアメリカに旅立った父親を嫌っており、光路郎にもつらく当たるが、心の底では…。
金蔵（きんぞう）
光福寺住職。光路郎に理解を示しているが、ウメに頭が上がらないため、発言力はほとんどない。
川越海子（かわごえ うみこ）
光路郎、渚の母親。故人。教師で担当科目は英語。

### 坂上町高校（さかうえまちこうこう）
光路郎、渚が通う港町の高校。制服は男子が学生服、女子がセーラー服。
藤井（ふじい てつや）
2-E生徒。リーゼントの不良風で、第1話では小峰をいじめるものの、タイマンを経て和解。よく年上の美女に片思いして妄想を膨らませるが、結局玉砕する。原をライバル視する。「妹先生・渚」では、実家の食堂を継いだ様子。
小峰三郎（こみね さぶろう）
2-E生徒。藤井にいじめられていたが、光路郎に喧嘩の手ほどきを受け、藤井とのタイマンを経て和解。しかし、後の話でも町中の不良に絡まれるなど、いじめられ癖は解消されていない。「妹先生・渚」では、実家の酒屋の仕事をしている。
坂本一美（さかもと かずみ）
2-E生徒。地区一のスプリンターだったが、心臓の病をきっかけに一切の運動を禁止される。犬好き。両親が離婚の危機に陥るが…
古庄恵（ふるしょう けい）
2-E生徒。黒髪長髪で、八重歯が特徴。制服はロングスカート。気風が良く、運動神経も抜群。同期の生徒とは男女の分け隔てなく親しい。早くに母を亡くしており、その影響もあってかロマンチストの一面を持つ。「妹先生・渚」では喫茶店を経営しており、渚の親友として第一話から登場している。最終話では結婚してアメリカで喫茶店を経営している様子が描かれている。父親そっくりの赤ん坊も生まれている。
原謙治（はら けんじ）
2-A生徒。巨漢で無口、無愛想。実家は兼業のみかん農家。教師や同級生に不信感を持ち、父の手伝いを口実に不登校を続けるが、光路郎と吉永のフォローで登校するようになる。時々渚の相談相手になることも。続編「妹先生・渚」でも再登場しており、「みかん農園の若旦那」になっている。古庄や渚とは交友関係は続いているようで渚に対しては友人以上の好意もあるようだ。渚と正式を交際を始め、終盤のエピソードでプロポーズに成功、結婚してカリフォルニアでミカン農園を経営するため（渚とその父親のことを思いやった決断と思われる）渚と共にアメリカに移住する。
岡ひとみ（おか ひとみ）
2-A生徒。渚の親友で、渚と同じ剣道部に所属。兄に時々バイクで送ってもらう。
陣内治（じんない おさむ）
1年。野球部のエースで、女子生徒の取り巻きが絶えないが、古庄に一目惚れ。「妹先生・渚」ではマイナーリーガーとして再登場。最終話を見る限りではメジャーリーガーとして大成したと思われる。
新田学（にった まなぶ）
2-E生徒。父親が同じ高校の日本史教諭であり、そのことから勉強ができないことをコンプレックスにしている。嘘をつくと右まぶたをこする癖がある。『妹先生・渚』では、高校時代に出会った女性スプリンター・カオリさんと結婚したらしい。
佐川久治（さがわ　きゅうじ）
2-E生徒。坊主頭にサングラスがトレードマーク。藤井の子分のように扱われることがしばしば。
右田（うだ）
2-E生徒。佐川と行動を共にすることが多い。
ジャッキー・ブラウン
2-E生徒。アメリカから光路郎を追って坂上町高校に留学。金髪のストレートロング。私服で通い、光路郎を真似て野球帽を被っており、授業中も野球帽を脱がない。光路郎を巡って渚としばしば喧嘩になる。
吉永和香子（よしなが わかこ）
2-A担任教諭。担当科目は国語。清楚な雰囲気だが高校時代には家庭科以外の科目はほぼ満点で、マラソンでも県大会予選出場の実績あり。生徒の家業を手伝ったりマラソン大会に出場するなど、生徒のやる気を引き出すために一肌脱ぐこともしばしば。意外にも酒豪で光路郎との飲み比べにも勝つ。光路郎に少なからぬ好意を寄せているが、三影のアプローチには全く気づかない。1部後半で光路郎から告白を受けて、最終エピソードでは彼と結婚していた。続編の「妹先生 渚」でも坂上町高校の教師を続けている。
三影誠（みかげ まこと）
体育教師。吉永に片思いしており、幾度となくアタックするが、大抵は光路郎の天然ツッコミにより失敗する。吉永へのアタック失敗の腹いせに、生徒指導で八つ当たりすることもしばしば。愛車は中古のBMW（右ハンドル）。6畳間のアパートに住む。「妹先生・渚」でも登場。態度は相変わらず…
倍賞（ばいしょう）
保健室勤務。美貌と色気で教師や生徒の心を奪う世渡り上手。光路郎に好意を抱いていた。愛車はフェラーリ。
矢野（やの）
用務員。ボクシング経験があり「アニマル矢野」を名乗っていた。真珠湾攻撃後に徴兵を受けて廃業したが、今でもフットワークは現役並み。

### その他の坂上町の住人
古庄元（ふるしょう げん）
古庄の父。妻に先立たれ、父一人で昼は漁師、夜はおでん屋台で生計を立て古庄を育てる。光路郎に対してよく漢字を教えてもいる。ジュディ・オングの隠れファンでもあるらしい。
中嶋武（なかじま たけし）
光路郎が最初に居候していた、坂上町旅館の子供。木彫人形を作るのが得意。姉の孝子と婚約した木ノ内誠治に姉をさらわれると思い、事あるごとに木ノ内に悪戯をしかける。
一恵（かずえ）
焼き鳥屋「やきとりシゲちゃん」の子供。店主である父親のシゲが、妻に先立たれたこともあり、しょっちゅう女性を追いかけて家を出るため、一人で店を切り盛りすることもしばしば。焼き鳥の味付けにはうるさい。そろばん1級の腕前で、沢山の注文があっても楽に会計をこなす。

## 第2部の登場人物
光路郎、渚は固定キャラ。その他の登場人物を紹介する。
ケビン
ニューヨーク生まれ。幼稚園ではボクシングのチャンプ。「ロッキー・バルボア」を名乗る。仕事が原因で母親と離婚しHILL VALLEY（坂の橋）で一人働く父親を、『ぶっ飛ばす』ための旅をしていたところ、光路郎、渚と長距離バスで一緒になる。
ホーク・マフィン
トラック屋台のシェフ。徒歩の旅で行き倒れかけた光路郎と渚が偶然立ち寄る。プライドが高く、ハンバーガー屋を営む父親に反発して一流レストランに就職するものの、努力が続かずすぐ辞めてしまい、何一つものにならずにいたが、光路郎との出会いを経て「父親を超えるまでは家に帰らない」と初めて意地を見せた。その後、光路郎と渚の旅に同行することになる。光路郎と渚に初めて振舞ったスパゲッティは、カブトムシのフンの臭いがしたという。そのことを最初に言われた時は怒ったが、その後はマリーとののろけ話を続けるロイに「ハンバーガー食わすぞ」と言うなど、完全に開き直っている。
ロイ
道端のライブハウス「グッドタイム・マリー」で歌うマリーの元恋人。喧嘩が苦手で、店内で起きたいざこざから逃げ出したために、マリーの前から姿を消す。しかし、4年経ってもマリーを忘れられない。
マックスウェル・オハラ
光路郎、渚の父親。銀髪のイージーライダー。若い頃は金髪だった。「グッドタイム・マリー」で渚と偶然出会い、光路郎と再会する。当初、渚の父親であることを、渚には内緒にしている。ペットは白猿のコング。Kidney beans（インゲンマメ）を作っている。口癖は「そのワケは、いえねえ。」

## 備考
- 第37話に、『俺たちのフィールド』の磯野拓郎似のキャラクターが1コマだけ登場する（『光路郎』と『俺たちのフィールド』の制作時期は一部重複している）。
- 舞台となっている坂上町のモデルは、作者の故郷である熊本県芦北町である[2]。